# Дин Хојзен
Дин Дони Хојзен Вајсмилер (хол. Dean Donny Huijsen Wijsmuller; Амстердам, 14. април 2005) професионални је шпански фудбалер холандског порекла који тренутно игра у шпанској Ла лиги за Реал Мадрид и репрезентацију Шпаније на позицији штопера.
Прошавши кроз омладински систем, Хојзен је дебитовао у сениорској категорији за резервни тим Јувентуса, Јувентус Б, у јануару 2023. године. Дебитовао је у Серији А са првим тимом исте године. Након позајмице у Роми, Хојзен је потписао за Борнмут у јулу 2024. године.
1. јуна 2025. године прешао је у Реал Мадрид пошто је шпански клуб активирао откупну клаузулу.